# Камбронеро, Даниэль
Даниэ́ль Арту́ро Камброне́ро Сола́но (исп. Daniel Arturo Cambronero Solano; 8 января 1986, Сан-Хосе, Коста-Рика) — коста-риканский футболист, вратарь клуба «Мунисипаль Гресия». Выступал в сборной Коста-Рики.

## Карьера

### Клубная
Во взрослом футболе дебютировал в 2003 году выступлениями за клуб «Депортиво Саприсса», в которой провел четыре сезона. Впоследствии с 2007 по 2010 год играл в составе клубов «Пунтаренас» и «Универсидад де Коста-Рика».
К составу клуба «Эредиано» присоединился в 2011 году.

### В сборной
В течение 2001—2004 годов привлекался в состав молодёжной сборной Коста-Рики. В 2011 году дебютировал в составе национальной сборной Коста-Рики в товарищеском матче против Венесуэлы. За главную команду страны провел 2 матча.
31 мая 2014 года был включен в заявку сборной для участия на чемпионате мира в Бразилии.